# Tudor Parghel
Tudor Parghel (n. 14 august 1981, Suceava) este un compozitor, baterist, pianist, orchestrator și textier român, cunoscut ca membru al formațiilor Anca Parghel Quartet și Irina Sârbu Band, lider al proiectelor Party Collective și Fly DJs și coproducător muzical al single-urilor "Toca Toca", "Musica", "Back in my life" și "Goodbye" ale trupei Fly Project. Single-ul "Toca Toca" a fost desemnată piesa anului 2023 de către YouTube și a primit Dublul Disc de Platină din partea casei de discuri Roton pentru performanțele atinse la nivel global. În anul 2023 a fost adaptată de artiștii R3hab și Pelican într-o nouă piesă numită "Loca Loca".

## Biografie
Influențat de mediul artistic al părinților săi (solista Anca Parghel și pictorul Virgiliu Parghel), este atras de muzică și începe să cânte la pian la vârsta de 3 ani. În anii următori experimentează cu diverse instrumente, studiind pianul, violoncelul și vioara, ca elev al școlii de artă din Suceava. Debutul scenic are loc în cadrul Festivalului Internațional de Jazz de la Brașov, ediția 1992.
În 1993 se mută cu familia la București. Intră la liceul de muzică Dinu Lipatti, unde se mută la clasa de contrabas. Studiază contrabas clasic timp de un an, însă forțat de incompatibilitatea dintre auzul absolut (trăsătură genetică) și acordajul specific al contrabasului solo în muzica clasică, se mută la clasa de percuție, stabilindu-se definitiv pe intrumentele de percuție clasică și baterie.
Din 1994 până în 1997 urmează cursurile și workshop-urile școlii de vară “Jazz Au Vert” în Wepion - Belgia, avându-i ca profesori pe prolificii bateriști de jazz Bruno Castellucci și Stéphane Galland. În 1996 înregistrează ca baterist și compune o piesă pentru albumul "Midnight Prayer" al Ancăi Parghel, primul album de jazz din România în format digital (Compact Disc), lansat de casa de discuri Intercont Music.
În anul 1997 este admis prin derogare (la vârsta de 16 ani) la Conservatorul Regal de Muzică din Bruxelles, la clasa de baterie a profesorului Bruno Castellucci. Din cauza dificultăților obținerii vizei în acea perioadă, reușește să ajungă în Belgia abia la începutul anului 1998. Începand anul cu întârziere, recuperează primul semestru pe parcursul semestrului 2. Ca student, Parghel parcurge cursurile instituției și aprofundează Jazz-ul și stilurile adiacente (Latin-Jazz, Fusion). Absolvă în 2002 cu specializarea principală în baterie-jazz și cea secundară în armonie, având-ul ca subiect al lucrării de licență pe bateristul american Max Roach. Activează în lumea Jazz-ului belgian, înființeaza trupe cu care concertează pe scenele festivalurilor și cluburilor de profil, colaborează cu chitaristul de jazz Paolo Radoni (profesor la Conservatorul Regal), și susține o activitate bogată ca membru al Anca Parghel Quartet și Anca Parghel Trio. Dezvoltă experiență și ca muzician de evenimente, performând la brunch-uri și petreceri private în Belgia, Olanda, Elveția, Germania, Franța, România.
În 2002 urcă pe scena cunoscutului Gărâna Jazz Festival alături de Anca Parghel, Ion Baciu Jr și Ciprian Parghel. Pe parcursul aceluiași an începe să aprofundeze producția muzicală, folosind programele specifice de tip DAW. Ulterior, trupa este reunită pentru un recital pe scena celui mai renumit festival de jazz din Belgia, Jazz à Liège.  
După absolvirea studiilor se mută în Finlanda unde se stabilește pentru 2 ani. La invitația contrabasistului Esko Kauppinen, decan al secției pop-jazz din cadrul Conservatorului de Muzică din Joensuu, Parghel predă clasele de "Jazz Combo" în cadrul aceleiași instituții. În acest interval colaborează frecvent cu violonistul român Cornel Vasile Panțiru, prim-violonist al Filarmonicii din Joensuu, și este invitat să cânte în concertul aniversar al acestuia pe scena Filarmonicii din Joensuu.
Concertează cu Anca Parghel Trio la Parlamentul European din Strasbourg ca parte a delegației române, în cadrul festivităților de aderare a României și Bulgariei la Uniunea Europeană. În primăvara anului 2006, trupa sa de atunci (Next Generation) câștigă Marele Premiu al Kiev Jazz & Blues Festival, participarea fiind susținută logistic de Ambasada României din Kiev. Interpretează aranjamente muzicale ale pieselor din repertoriul "The Beatles" pe scena Ateneului Român, împreună cu regretatul contrabasist Pedro Negrescu și pianistul Shelly Berg (decan al Frost School of Music din cadrul Universității din Miami, Florida), alături de Orchestra Filarmonicii George Enescu sub bagheta dirijorului Larry Livingston. Această performanță a fost urmată de un al doilea concert alături de Shelly Berg pe scena Societa Club UNESCO din București. Tot în 2006 este invitat de Johnny Răducanu să participe la înregistrarea CD-ului "Inside Stories - Jazz Poems" al acestuia și al solistei Teodora Enache, înregistrări făcute în studioul Televiziunii Române. Participă la mini-turneul de promovare al albumului, susținând concertele programate la Constanța, Iași și Cluj-Napoca, concertul de gală având loc pe scena Teatrului Național din București.
În 2007 începe colaborarea cu Analia Selis, susținând concerte în România și Republica Moldova, inclusiv în deschiderea concertului trupei Rafaga. Pe 10 decembrie al aceluiași an, Parghel urcă din nou pe scena Teatrului Național din București pentru concertul tematic "Feliz Navidad 2007". Tot în 2007 devine bateristul trupei Tibi Scobiola Band, cu care apare în concerte private și emisiuni. 
În 2008, artistul Smiley debutează ca artist solo, iar Parghel intră în componența trupei nou-formate. Pe durata acestei colaborări performează ca baterist al proiectului lui Smiley în cluburile din țara. În septembrie, urcă pe scena Sălii Polivalente din București alături de Analia Selis, în deschiderea concertului lui Juanes (artist sud-american). Intensificând contactul cu lumea muzicii comerciale, apare ca percuționist în videoclipul hit-ului Brasil (Tom Boxer, Anca Parghel, Fly Project), filmeaza în Rio de Janeiro, și susține activitățile de promovare a piesei în emisiuni TV. În toamna aceluiași an înființeaza studioul Fly Records împreună cu membrii trupei Fly Project, amenajat la subsolul casei sale. La propunerea casei de discuri Roton, orchestrează și interpretează pe albumul "Anca Parghel - Colind pentru România", CD-ul fiind lansat în luna noiembrie. 
În decembrie 2008, Anca Parghel trece în neființă, situația fiind intens mediatizată. În doliu și consumat de durerea resimțită de intreaga familie, Tudor se focusează intens pe latura de producție muzicală. În 2009, împreuna cu asociații săi din Fly Records și casa de discuri Roton, lansează ultimul single al artistei, "Andale", și participă la filmarea videoclipului. În februarie 2009 organizează în numele Fundației Anca Parghel, împreună cu cotidianul Jurnalul Național, lansarea albumului "Anca Parghel - Midnight Prayer", reeditat pentru includerea în ediția de colecție dedicată artistei. În luna septembrie, Hard Rock Cafe Bucuresti și Tudor Parghel au dat startul seriei de concerte "Blue Monday" cu un concert "Anca Parghel - in memoriam", având ca invitate speciale pe Luiza Zan, Paula Seling și Ozana Barabancea.
Începând cu 2009, Parghel crează o legatură strânsă cu MC Sly (Silviu Cristian Tudor), al patrulea asociat nou intrat în Fly Records și întemeiază proiecte de muzică mainstream pe parcursul anilor ce urmează (Fly DJs, Sunset54, Party Collective). Compune pentru diverși artiști și proiecte muzicale (Fly Project, Jimmy Dub, John Rivas), mărindu-și portofoliul cu piese premiate, virale pe platformele online și prezente pe locuri fruntașe în topurile naționale și internaționale. Apare in videoclipurileDe asemenea, producțiile FLY DJs au succes în cluburi, și proiectul începe să producă propria emisiune săptămânală pe postul de radio DanceFM din București. În toți acești ani Parghel lansează piese și videoclipuri ale proiectelor sale, apare în interviuri și îsi promovează muzica pe marile posturi de televiziune și radio din România.   
Conform Adevărul.ro, în 2010 Tudor Parghel se clasa pe locul 13 în "Topul celor mai bine plătiți interpreți români", date furnizate de Oficiul Român pentru Drepturile de Autor (ORDA).
Cu susținerea Institutului Cultural Român, Tudor Parghel concertează cu Anca Parghel în Polonia și cu Irina Sârbu în Portugalia, Suedia, Turcia, Tunisia. Desfășoară o activitate constantă pe scenele festivalurilor și cluburilor, cât și pe piața de evenimente private din România. Din 2011 și până în prezent, sub patronajul Filarmonicii George Enescu și al asociației Clasic e Fantastic, Parghel se implică în proiectul "Lecția de Jazz" alături de Irina Sârbu, Puiu Pascu (pianist) și Ciprian Parghel, susținând anual concerte educaționale pentru copii pe scena Ateneului Român. În 2012 cânta cu Irina Sârbu în cadrul evenimentului TEDxYouth@Bucharest.
Unul dintre evenimentele importante din viața sa personală are loc în 2016, când se căsătorește cu Oana-Genoveva Parghel (psihoterapeut), la împlinirea a 10 ani de relație.
Cea mai mare realizare pe plan componistic o constituie piesa "Toca Toca", lansată în 2013, desemnată piesa anului 2023 de către YouTube și premiată cu Dublul Disc de Platina din partea casei de discuri Roton. La invitația lui Tudor, Irina Sârbu a interpretat refrenul care a făcut piesa celebră. Single-ul a devenit viral pe platformele online, obținând trupei Fly Project nominalizarea la MTV European Music Awards, fiind folosită inclusiv în coloane sonore de film și seriale TV. A ajuns chiar și în playlist-ul echipei Real Madrid, fotbalistul Cristiano Ronaldo fiind filmat în timp ce dansa pe "Toca Toca", sărbătorind după câștigarea trofeului UEFA Champions League.
Din motive de sănătate, în 2018 Parghel își limitează activitatea profesională la concerte live până în 2023, când reia compoziția și producția muzicală. Colaborările recente includ apariții cu Damian Drăghici în cadrul proiectului "Meditații Lăutărești" pe scena Operei Naționale București, cu proiectul Emil Bîzgă Urban Gipsy, Sorin Zlat, Puiu Pascu, ș.a. În 2024 formează trupa Parghel - Man Trio (Tudor Parghel, Ciprian Parghel, Alex Man), cu care performează în cluburile de profil din capitală.

## Apariții în festivaluri
Jazz à Liège, Belgium · Brussels Jazz Marathon, Belgium · Mons Jazz Marathon, Belgium · Rimouski International Jazz Fest, Canada · Frameries Jazz, Belgium · Gyor MediaWave, Hungary · Bucharest Jazz Festival, România · Brașov Jazz Festival, România · “Fete de la Musique” Iași, România · Garâna Jazz Festival, România · DaKINO, România · Festivalul Callatis, România · roMANIA Festival Vienna, Austria · Jazzy Spring in Warsaw, Poland · Jazzar, România · Jazz Cave Festival, România · Timisoara Jazz Festival, România · SAMFest, România · Festivalul International "George Enescu", România · HermannstadtFest, România · Danube Jazz & Blues Festival, România · ș.a.

## Concerte în cluburi
The Music Village, Belgium · Travers, Belgium · Marcus Mingus, Belgium · Le Cercle, Belgium · Club Akwarium, Poland · Bonehill Club, Belgium · Green Hours, România · Art Jazz Club, România · Diesel Club, România · Club Societa UNESCO, România · Turabo Club, România · Fratelli, România · Club Bamboo, România · Jazz Club Emil Bîzgă, România · Jazzbook, România · CreART (Centrul de Creație, Artă și Tradiție), România · Le Theatre, România · Teatrul Godot, România · La Cave de Bucarest - România · ș.a.

## Colaborări
Anca Parghel · Archie Shepp · Shelly Berg · Ion Baciu Jr · Johnny Raducanu · Teodora Enache · Irina Sarbu · Joensuu City Orchestra, Finlanda · Filarmonica “George Enescu” · Fly Project · Smiley · Analia Selis · Tibi Scobiola · Marius Vernescu · Pedro Negrescu · Damian Drăghici · Marius Popp · Puiu Pascu · Paolo Radoni · Emil Bîzgă · Paula Seling · Garbis Dedeian · Sorin Zlat · Alin Constanțiu · Jan Stoian · Lolică Iliescu · Florin Răducanu · Stefan Bănică Jr · Ozana Barabancea · Petrică Andrei · Alex Man · Luiza Zan · Joe Berte · Stefano Priori · Virgil Popescu · Flavius Teodosiu · Bas Bulteel · Petru Popa · ș.a.

## Discografie
| Tip    | Artist                                                                      | Titlu                                          | Anul | Label           |
| ------ | --------------------------------------------------------------------------- | ---------------------------------------------- | ---- | --------------- |
| album  | Anca Parghel                                                                | Noapte Albă De Crăciun / White Christmas Night | 1995 | Prima Club      |
| album  | Anca Parghel                                                                | Midnight Prayer                                | 1996 | Intercont Music |
| album  | Johnny Raducanu · Teodora Enache                                            | Jazz Poems - Inside Stories                    | 2006 | TVR Media       |
| album  | Anca Parghel                                                                | Anca Parghel Trio                              | 2007 |                 |
| album  | Anca Parghel                                                                | Colind Pentru România                          | 2008 | Roton           |
| single | Anca Parghel                                                                | Andale                                         | 2009 | Roton           |
| remix  | Sonny Flame & DJ Dark                                                       | Jump Up (Fly DJs Remix)                        | 2010 |                 |
| single | Fly DJs feat. Florin Lazarescu                                              | Adella                                         | 2010 | Roton           |
| single | Fly Project                                                                 | Mandala                                        | 2010 | Roton           |
| remix  | Zero feat. Tudor (Fly Project)                                              | Balcani (Fly DJs Remix)                        | 2010 |                 |
| remix  | Nick Kamarera feat. Mike Diamondz                                           | Thailanda (Fly DJs Remix)                      | 2010 |                 |
| remix  | Paula Seling & Ovi                                                          | Playing With Fire (Fly DJs Remix)              | 2010 |                 |
| remix  | Miki Love feat. White                                                       | Black Cat (Fly DJs Remix)                      | 2010 |                 |
| single | Fly Project                                                                 | Goodbye                                        | 2010 | Roton           |
| single | Jimmy Dub feat. John Rivas                                                  | Changes                                        | 2011 | Red Clover      |
| single | Fly DJs feat. Jimmy Dub                                                     | Move Ya                                        | 2011 | Fly Records     |
| single | Sunset54                                                                    | Beleza                                         | 2011 | Roton           |
| single | Fly Project                                                                 | Musica                                         | 2012 | Roton           |
| single | Fly Project                                                                 | Back In My Life                                | 2012 | Roton           |
| remix  | PSY                                                                         | Gangnam Style (Fly DJs & John Rivas Remix)     | 2012 |                 |
| single | Party Collective feat. Shaka Muv                                            | VIP                                            | 2012 | Fly Records     |
| remix  | Party Collective feat. Shaka Muv                                            | VIP (John Rivas Remix)                         | 2013 | Fly Records     |
| single | Fly Project                                                                 | Toca Toca                                      | 2013 | Roton           |
| remix  | Party Collective feat. Irina Sarbu                                          | Atinge / Whistle Trend (John Rivas Remix)      | 2013 | Fly Records     |
| remix  | Joe Bertè feat. Ruly Mc                                                     | Tembleke (Tudor Parghel Remix)                 | 2013 | Claw Records    |
| single | Diana Bișinicu                                                              | Îmi dai fiori                                  | 2014 | Tudor Parghel   |
| single | Party Collective feat. WhyT                                                 | Zing Zing                                      | 2015 | Cat Music       |
| single | Fly DJs feat. Jessica D                                                     | Te quiero                                      | 2016 | Sprint Music    |
| album  | Anca Parghel                                                                | Amor                                           | 2016 | Roton           |
| single | Fly DJs feat. Jessica D                                                     | Dime                                           | 2017 | Sprint Music    |
| album  | Irina Sârbu · Puiu Pascu · Tudor Parghel · Ciprian Parghel                  | Merry Christmas                                | 2017 | Tudor Parghel   |
| single | Tudor Parghel                                                               | Nothing Personal                               | 2023 | Tudor Parghel   |
| single | Irina Sârbu · Lolica Niculae · Puiu Pascu · Ciprian Parghel · Tudor Parghel | Romanian sarba collage                         | 2024 | Tudor Parghel   |

Discografie (parțială) pe discogs.com, allmusic.com, lyricsondemand.com